# MiningWatch Canada
MiningWatch Canada este o organizație non-guvernamentală cu sediul în Ottawa, Ontario. Fondată în 1999, acționează ca un watchdog al industriei miniere din Canada.
MiningWatch face parte din Rețeaua canadiană privind responsabilitatea corporativă, Consiliul canadian pentru cooperare internațională, și Inițiativa Halifax.